# Vilija Aleknaitė-Abramikienė

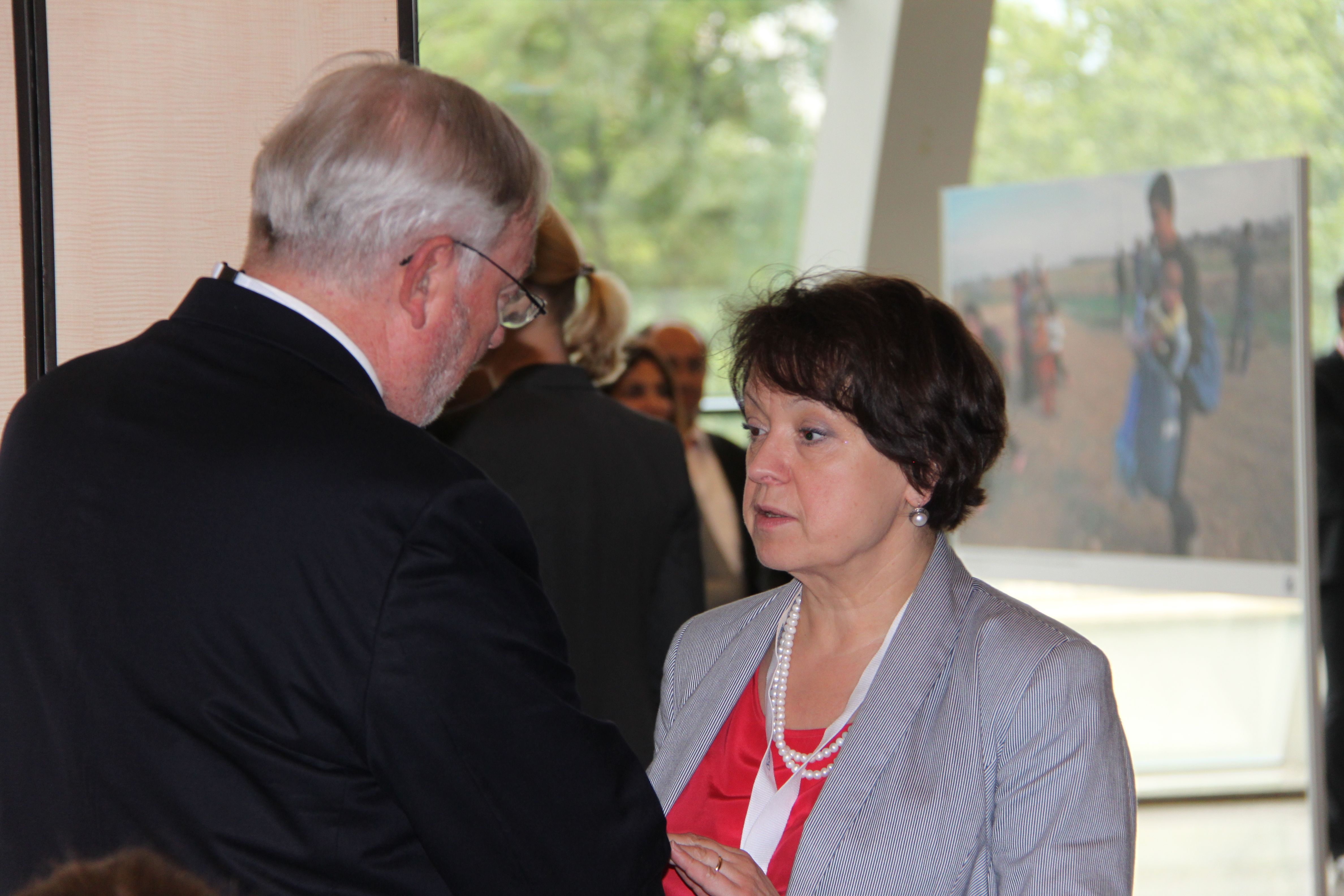

Vilija Aleknaitė-Abramikienė (* 4. Mai 1957 in Tauragė) ist eine litauische Pianistin und konservative Politikerin.

## Leben
Vilija Aleknaitė ging in Naujoji Akmenė, Gargždai und Vilnius zur Schule. 1975 absolvierte sie die Nationale Čiurlionis-Kunstschule und schloss 1980 das Studium am Lietuvos konservatorija mit Auszeichnung ab. Dort arbeitete sie als Konzertmeisterin, lehrte und studierte in der Aspirantur und danach im Masterstudiengang (Recht und Verwaltung) an der Mykolo Romerio universitetas.
Seit 1992 ist Abramikienė Mitglied des Seimas. Ab 1988 war sie Mitglied von Sąjūdis, ab 1993 der Tėvynės sąjunga.